# Liste der Naturdenkmale in Lauchhammer
Die Liste der Naturdenkmale in Lauchhammer nennt die Naturdenkmale in Lauchhammer im Landkreis Oberspreewald-Lausitz in Brandenburg.
In den Spalten befinden sich folgende Informationen:
- Nr.: Identifizierungsnummer nach veröffentlichter Liste. Sie wird von der unteren Naturschutzbehörde des Landkreises oder der kreisfreien Stadt vergeben. Wenn sie bekannt ist, wird sie angegeben. In dieser Spalte kann sich zusätzlich das Wort Wikidata befinden, der entsprechende Link führt zu Angaben zu diesem Naturdenkmal bei Wikidata.
- Bezeichnung: Benennung des Naturdenkmals, in der Regel wird bei Bäume die Baumart genannt. Bekannte Eigennamen werden mit angegeben.
- Gemarkung: Ort oder Gemarkung, in der sich das Naturdenkmal befindet
- Lage: Nennt die Lage des Naturdenkmals im jeweiligen Ortsteil und die geografischen Koordinaten des Naturdenkmals. Link zu einem Kartenansichtstool, um Koordinaten zu setzen. In der Kartenansicht sind Naturdenkmale ohne Koordinaten mit einem roten beziehungsweise orangen Marker dargestellt und können in der Karte gesetzt werden. Denkmale ohne Bild sind mit einem blauen bzw. roten Marker gekennzeichnet, Denkmale mit Bild mit einem grünen beziehungsweise orangen Marker.
- Beschreibung: die Beschreibung des Naturdenkmales
- Schutzzweck: Erläutert den Grund der Unterschutzstellung
- Bild: Zeigt ein Bild des Naturdenkmales und gegebenenfalls ein Link zu weiteren Fotos im Medienarchiv Wikimedia Commons

## Bärhaus
| Bild | Bezeichnung                 | Lage                                                                            | Beschreibung | Schutzzweck | Nummer |
| ---- | --------------------------- | ------------------------------------------------------------------------------- | ------------ | ----------- | ------ |
| BW   | Stieleiche (Quercus robur)  | Lauchhammer, am Straßenrand, Kurve vor Bärhaus (51° 27′ 31,6″ N, 13° 46′ 14″ O) |              |             | 0206-1 |
| BW   | Winterlinde (Tilia cordata) | Lauchhammer, Gartenbereich vor Haus Nr. 3 (51° 27′ 28″ N, 13° 46′ 9,6″ O)       |              |             | 0206-2 |

## Grünewalde
| Bild                           | Bezeichnung                 | Lage                                                                                                 | Beschreibung | Schutzzweck | Nummer |
| ------------------------------ | --------------------------- | --- | ------------ | ----------- | ------ |
| BW                             | Stieleiche (Quercus robur)  | Grünewalde, auf dem Hof der ehemaligen Gaststätte Walke, nördlich (51° 30′ 46,1″ N, 13° 42′ 30,9″ O) |              |             | 0207-1 |
| BW                             | Stieleiche (Quercus robur)  | Grünewalde, auf dem Hof der ehemaligen Gaststätte Walke, südlich (51° 30′ 46″ N, 13° 42′ 31,9″ O)    |              |             | 0207-2 |
| Weitere Bilder Fotos hochladen | Stieleiche (Quercus robur)  | Grünewalde, Lindenallee Ecke Hammerteichstraße (51° 30′ 41,5″ N, 13° 42′ 36,5″ O)                    |              |             | 0207-3 |
| BW                             | Stieleiche (Quercus robur)  | Grünewalde, an der Einfahrt zum Bungalowkomplex (51° 30′ 36,8″ N, 13° 40′ 29,8″ O)                   |              |             | 0207-4 |
| BW                             | Stieleiche (Quercus robur)  | Grünewalde, Heidemühlenweg Nr. 14, westlicher Baum (51° 30′ 59,4″ N, 13° 42′ 30,4″ O)                |              |             | 0207-5 |
| BW                             | Stieleiche (Quercus robur)  | Grünewalde, Heidemühlenweg Nr. 14, östlicher Baum (51° 30′ 59,3″ N, 13° 42′ 31,3″ O)                 |              |             | 0207-6 |
| BW                             | Winterlinde (Tilia cordata) | Grünewalde, Lindenplatz, Ecke Lauchstraße (51° 30′ 43″ N, 13° 41′ 52,7″ O)                           |              |             | 0207-7 |

## Kostebrau
| Bild | Bezeichnung                      | Lage                                                                           | Beschreibung | Schutzzweck | Nummer |
| ---- | -------------------------------- | ------------------------------------------------------------------------------ | ------------ | ----------- | ------ |
| BW   | Eibe (Taxus baccata)             | Kostebrau, Karl-Marx-Str. 3 südlicher Baum (51° 31′ 47,5″ N, 13° 49′ 43,3″ O)  |              |             | 0208-1 |
| BW   | Eibe (Taxus baccata)             | Kostebrau, Karl-Marx-Str. 3 nördlicher Baum (51° 31′ 47,9″ N, 13° 49′ 43,2″ O) |              |             | 0208-2 |
| BW   | Stieleiche (Quercus robur)       | Kostebrau, am Feuerwehrhaus (51° 31′ 29,7″ N, 13° 49′ 40,2″ O)                 |              |             | 0208-3 |
| BW   | Sommerlinde (Tilia platyphyllos) | Kostebrau, 30 m westlich der Kirche (51° 31′ 40,6″ N, 13° 49′ 43″ O)           |              |             | 0208-4 |

## Lauchhammer
| Bild                           | Bezeichnung                | Lage                                                                                             | Beschreibung | Schutzzweck | Nummer |
| ------------------------------ | -------------------------- | ------------------------------------------------------------------------------------------------ | ------------ | ----------- | ------ |
| Fotos hochladen                | Stieleiche (Quercus robur) | Lauchhammer, Ecke Wilhelm-Pieck-Straße – Mückenberger Straße (51° 29′ 39,4″ N, 13° 45′ 14,8″ O)  |              |             | 0200-1 |
| BW                             | Stieleiche (Quercus robur) | Kleinleipisch, Kreuzung Nordstraße – Finsterwalder Straße (51° 30′ 48,7″ N, 13° 45′ 3,6″ O)      |              |             | 0200-2 |
| Weitere Bilder Fotos hochladen | Stieleiche (Quercus robur) | Lauchhammer, Ecke Steinstraße – Tettauer Straße (51° 28′ 5,6″ N, 13° 44′ 24,8″ O)                | Luther-Eiche |             | 0200-3 |
| Fotos hochladen                | Pyramideneiche             | Lauchhammer, Volkspark, 50 m nördlich der Kirche beim Ehrenmal (51° 28′ 2,1″ N, 13° 44′ 33,4″ O) |              |             | 0200-4 |
| Fotos hochladen                | Pyramideneiche             | Lauchhammer, Volkspark, 30 m südöstlich der Parkbühne (51° 27′ 57,1″ N, 13° 44′ 35,8″ O)         |              |             | 0200-5 |